# Tanganoides
Genre
Synonymes
- Tangana Davies, 2003 nec Ramme, 1929

Tanganoides est un genre d'araignées aranéomorphes de la famille des Desidae.

## Distribution
Les espèces de ce genre sont endémiques d'Australie. Elles se rencontrent en Tasmanie et au Victoria.

## Liste des espèces
Selon World Spider Catalog (version 18.5, 18/11/2017) :
- Tanganoides acutus (Davies, 2003)
- Tanganoides clarkei (Davies, 2003)
- Tanganoides collinus (Davies, 2003)
- Tanganoides greeni (Davies, 2003)
- Tanganoides harveyi (Davies, 2003)
- Tanganoides mcpartlan (Davies, 2003)

## Publications originales
- Davies, 2005 : Teeatta, a new spider genus from Tasmania, Australia (Amaurobioidea: Amphinectidae: Tasmarubriinae). Memoirs of the Queensland Museum, vol. 50, p. 195-199.
- Davies, 2003 : Tangana, a new spider genus from Australia (Amaurobioidea: Amphinectidae: Tasmarubriinae). Memoirs of the Queensland Museum, vol. 49, p. 251-259 (texte intégral).